# Vojenská okupace

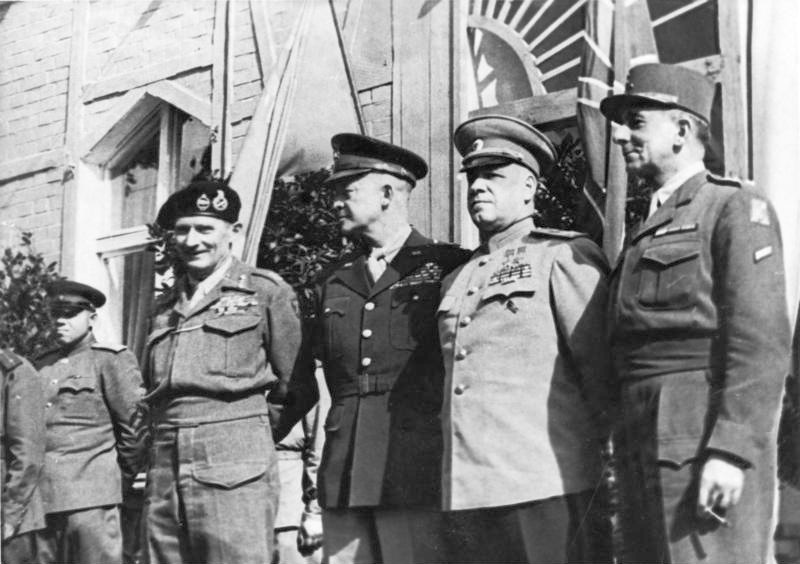
Maršál Montgomery, generál Eisenhower, maršál Žukov a generál de Lattre de Tassigny po podpisu Berlínské deklarace, kterou byla upravena spojenecká okupace Německa

Vojenská okupace je dočasná kontrola nad cizím územím, které nepřísluší pod formální svrchovanost okupující mocnosti. Takto ovládané území je okupované území nebo okupační zóna. Okupace představuje dočasné nepřátelské převzetí kontroly nad svrchovaným územím ze strany vojenské moci cizího státu, a to mimo právní hranice jeho vlastního území. Od anexe či kolonialismu se liší právě svou zamýšlenou dočasností. V řadě případů okupant na obsazeném území zavádí vojenskou správu, avšak takový krok není nezbytným znakem okupace.

## Válečné právo

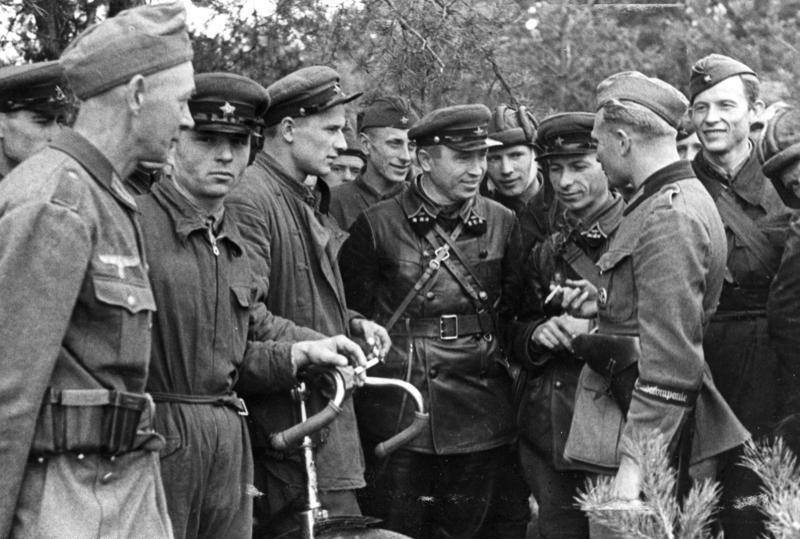
Sovětští a němečtí vojáci v okupovaném Polsku (Brest-Litovsk, 20. září 1939)

### Definice
V případě, že ozbrojené síly jedné ze znepřátelených stran obsadí část území druhé strany a jsou schopny je udržet a vykonávat zde své pravomoci, jedná se o okupaci. O okupaci jde i v případě, že se okupující mocnost nesetkává s ozbrojeným odporem. Svojí dočasnou podstatou se vojenská okupace odlišuje od kolonialismu nebo anexe. Nejedná se tedy o připojení daného území k státnímu území okupační mocnosti, nýbrž o prozatímní výkon státní moci. 
Rozdíl mezi anexí a okupací poprvé formuloval švýcarský filosof a diplomat Emerich de Vattel ve svém díle Zákon národů. Toto rozlišení se stalo součástí mezinárodních právních norem po napoleonských válkách a později bylo zakotveno v Čtvrté úmluvě druhé haagské konference a Čtvrté ženevské úmluvě. Podle druhého vydání knihy The International Law of Occupation (2012) od Eyala Benvenistiho spočívá moderní mezinárodní právo okupace na principu nezcizitelnosti státní suverenity prostřednictvím jednostranného aktu cizí moci. Z tohoto principu vycházejí základní právní omezení, která mezinárodní právo ukládá okupační moci.
| „                                                | Oddíl třetí Vojenská moc na obsazeném nepřátelském území Čl. 42 Některé území pokládá se za obsazené, je-li skutečně v moci nepřátelské armády. Obsazení se vztahuje toliko na území, kde jest tato moc zřízena a může býti vykonávána. Čl. 43 Když zákonná moc fakticky přešla do rukou obsaditelových, má obsaditel učiniti všechna opatření na něm závislá, aby byl podle možnosti zjednán pořádek a zajištěn veřejný život, a to, není-li žádné naléhavé překážky, se zachováním zemských zákonů. | “ |
| — IV. úmluva II. Haagské mírové konference, 1907 | |   |

Podle Čtvrté ženevské úmluvy z roku 1949 se její ustanovení vztahují i na případy částečné nebo úplné okupace území smluvní strany, a to i tehdy, pokud okupace nečelí ozbrojenému odporu. Úmluva chrání osoby, které se během konfliktu nebo okupace nacházejí v moci strany konfliktu nebo okupační mocnosti, aniž by byly jejími příslušníky. Účinnost úmluvy na okupovaném území obecně končí rok po ukončení vojenských operací, avšak okupační mocnost zůstává po dobu výkonu vládních funkcí vázána některými ustanoveními. Chráněné osoby nemohou být zbaveny této ochrany v důsledku institucionálních změn, dohod s okupační mocností ani anexe okupovaného území. Úmluva tak zakotvuje zásadu, že okupace nezakládá legitimní nárok na suverenitu ani nezbavuje obyvatelstvo právní ochrany.
| „                                                    | Oddíl III - Obsazená území Článek 47 Chráněné osoby, které jsou na obsazeném území, nesmějí být zbaveny v žádném případě a žádným způsobem ochrany této úmluvy, ať následkem nějaké změny nastavší v důsledku okupace v institucích a ve vládě dotyčného území nebo podle dohody uzavřené mezi úřady obsazeného území a okupační mocností anebo konečně v důsledku anexe celého obsazeného území nebo jeho části touto mocností. | “ |
| — Čtvrtá Ženevská úmluva o ochraně obětí války, 1949 | |   |

### Účinná kontrola
Podle mezinárodního humanitárního práva musí být pro určení existence okupace splněny tři podmínky: přítomnost cizích ozbrojených sil bez souhlasu místního suveréna, schopnost těchto sil vykonávat autoritu nad územím místo něj a související neschopnost místního suveréna tuto autoritu uplatňovat. Tyto prvky dohromady tvoří tzv. test účinné kontroly, podle něhož se posuzuje, zda situace představuje okupaci ve smyslu MHP. Účinná kontrola cizí moci nad územím je podstatou pojmu okupace, neboť právě ona umožňuje cizím silám vykonávat povinnosti stanovené právem okupace.
Podle zprávy z expertního setkání uspořádaného Mezinárodním červeným křížem v březnu 2012 se většina účastníků shodla, že pro vznik okupace je fyzická přítomnost cizích ozbrojených sil na sporném území nezbytným předpokladem (sine qua non). Jeden z expertů však zaujal diferencovanější postoj a argumentoval, že ačkoli je vojenská přítomnost nepostradatelná pro vznik okupace, nemusí být nezbytná pro její udržení. Podle něj lze účinnou kontrolu v určité míře vykonávat i na dálku. Tento názor byl napaden s tím, že i pro zachování okupace je nutná fyzická vojenská přítomnost, neboť ta představuje trvalý projev účinné kontroly nad územím. Převládlo stanovisko, že okupaci nelze založit ani udržet pouze výkonem moci mimo hranice okupovaného území; je nezbytná určitá míra fyzické přítomnosti „bot na zemi“. Nutnost vojenské přítomnosti byla podtržena jednoznačným odmítnutím názoru, že okupace může být prosazována výhradně námořními nebo leteckými prostředky. Bylo zdůrazněno, že kontrola vzdušného prostoru sama o sobě neplní požadavek účinné kontroly ve smyslu válečného práva; rozhodující je kontrola pozemní. Jeden z odborníků odmítl vojenskou přítomnost jako absolutní podmínku a považoval ji jen za jeden z faktorů posouzení. Podle něj je klíčovým prvkem testu účinné kontroly zamezení nezávislého výkonu vládních funkcí místními orgány. Okupace by nastala v okamžiku, kdy cizí síly cíleně znemožní výkon těchto funkcí. Tento názor byl většinou odmítnut s odůvodněním, že negativní prvek (zabránění výkonu moci) sám o sobě nestačí. Bez nahrazení vládních funkcí vlastní autoritou okupující moci by šlo o „mocenské vakuum“, nikoli o okupaci ve smyslu válečného práva. Vyžadován je i pozitivní prvek – schopnost cizí moci vykonávat správu místo legitimní vlády – což opět předpokládá určitou formu vojenské přítomnosti. Tuto argumentaci použil i Evropský soud pro lidská práva v případu Čiragov a ostatní proti Arménii z roku 2015.
Specifickým případem je pásmo Gazy. Přestože od izraelského stažení roku 2005 do začátku války v Gaze roku 2023 se na území pásma fyzicky nenacházely žádné okupační jednotky, a kritérium účinné kontroly tak nebylo splněno, bylo některými mezinárodními orgány i nadále považováno za okupované, s odkazem na to, že Izrael nad ním vykonával kontrolu prostřednictvím klíčových prvků autority, včetně kontroly hranic, vzdušného prostoru a pobřeží. Podle argumentace Mezinárodního soudního dvora z roku 2024 není kritériem fyzická přítomnost, ale schopnost Izraele vykonávat moc v Pásmu, kontrolovat pozemní, námořní a vzdušné hranice, omezení zboží a osob.

### Průběh okupace

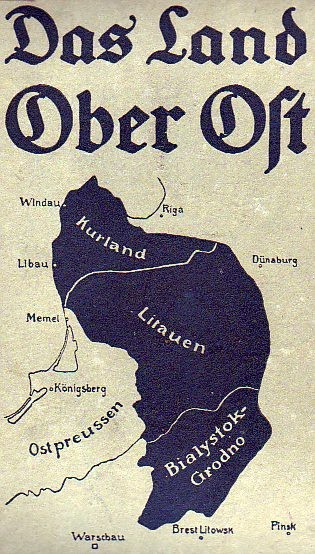
Mapa administrativního dělení oblastí Ruského impéria okupovaných Německým císařstvím za první světové války

Forma správy, prostřednictvím níž okupační moc vykonává vládní autoritu nad okupovaným územím, se označuje jako vojenská správa (military government). Její vznik není podmíněn formálním vyhlášením ani přítomností určitého počtu osob – rozhodující je faktické zbavení původní suverenity a převzetí kontroly ozbrojenými silami. Jak poznamenává William E. Birkhimer, právoplatné zavedení vojenské správy nevyžaduje žádné prohlášení vítězného velitele, a přestože vyhlášení a zveřejnění pravidel správy může být praktické pro obyvatelstvo, není právně nezbytné. Samotná vojenská přítomnost okupanta postačuje jako oznámení, že pravidelná (civilní) správa byla nahrazena správou vojenskou. Práva a povinnosti okupační mocnosti vyplývající z mezinárodního práva pak jsou zejména tato:
- Hlavní povinností okupační mocnosti je obnovit a v maximální možné míře zajistit veřejný pořádek a bezpečnost, zabezpečit dostatečné zásobování potravinami, lékařskou péči a administrativní fungování okupovaného území, spolupracovat s místními orgány a informovat obyvatelstvo o přijatých opatřeních.
- Pokud zdroje okupovaného území nestačí k zajištění základních potřeb, musí okupační mocnost potraviny, léčiva a další nezbytné zboží dovážet. Rekvizice potravin, zboží či léčiv z místních zásob je přípustná pouze pro potřeby okupačních sil a správy, při respektování potřeb civilního obyvatelstva a za spravedlivou náhradu. Je-li obyvatelstvo nedostatečně zásobováno, musí okupační mocnost připustit a usnadnit humanitární pomoc.
- Hromadné i jednotlivé nucené přesuny a deportace chráněných osob z obsazeného území jsou zakázány bez ohledu na důvod. Výjimku tvoří evakuace z důvodu bezpečnosti obyvatelstva nebo naléhavých vojenských potřeb. Musí rovněž umožnit fungování civilní ochrany, zařízení pro péči a výchovu dětí a výkon duchovní služby.
- Okupační mocnost nese náklady na správu území, pokud vybírá místní daně. Nesmí po civilním obyvatelstvu požadovat práce jiného účelu než pro zajištění potřeb okupačních sil a veřejných služeb, ani nutit místní bezpečnostní složky k účasti na vojenských operacích. Věcné prostředky smí vyžadovat pouze pro zabezpečení svých sil a administrativy, a to za náhradu.
- Je povinna zachovat platný právní a soudní systém, pokud není v rozporu s mezinárodním právem a bezpečnostními potřebami. Nová trestní pravidla smí zavádět jen tehdy, je-li to nezbytné k prosazení mezinárodního práva, řádné správy a bezpečnosti. Musí být vyhlášena v jazyce obyvatelstva a nesmí mít zpětnou účinnost. Trest smrti pro chráněné osoby lze uložit pouze za vyzvědačství, závažné sabotážní činy nebo úmyslné trestné činy se smrtelným následkem, pokud jej připouštělo i předchozí místní právo. Chráněné osoby nesmí být stíhány za činy či názory z doby před okupací, s výjimkou porušení válečného práva.
- Civilní nemocnice může okupační mocnost využít jen dočasně a v naléhavých případech pro ošetření vojenských raněných a nemocných, s podmínkou zachování péče o civilní pacienty. Personál musí být řádně identifikován průkazem a náramenní páskou se znakem červeného kříže nebo červeného půlměsíce. Ředitelství všech civilních nemocnic jsou povinna vést a denně hlásit okupačním úřadům seznam personálu.
- Každá strana konfliktu v případě okupace zřizuje oficiální informační kancelář pro válečné zajatce, vybavenou odpovídajícími prostory, vybavením a personálem.

Podle E. Benvenistiho může okupace skončit různými způsoby: ztrátou faktické kontroly (např. pokud okupační moc přestane být schopna vykonávat svou autoritu nebo se její síly z území stáhnou), upřímným souhlasem zákonného suveréna (ať už sesazené nebo domácí vlády) v rámci mírové dohody, nebo převedením moci na místní vládu, která je schválena obyvatelstvem prostřednictvím referenda a získala mezinárodní uznání. Ukončením okupace, které není považováno za legální, je pak anexe, tedy integrace okupovaného území do státního území okupační mocnosti.

## Historie

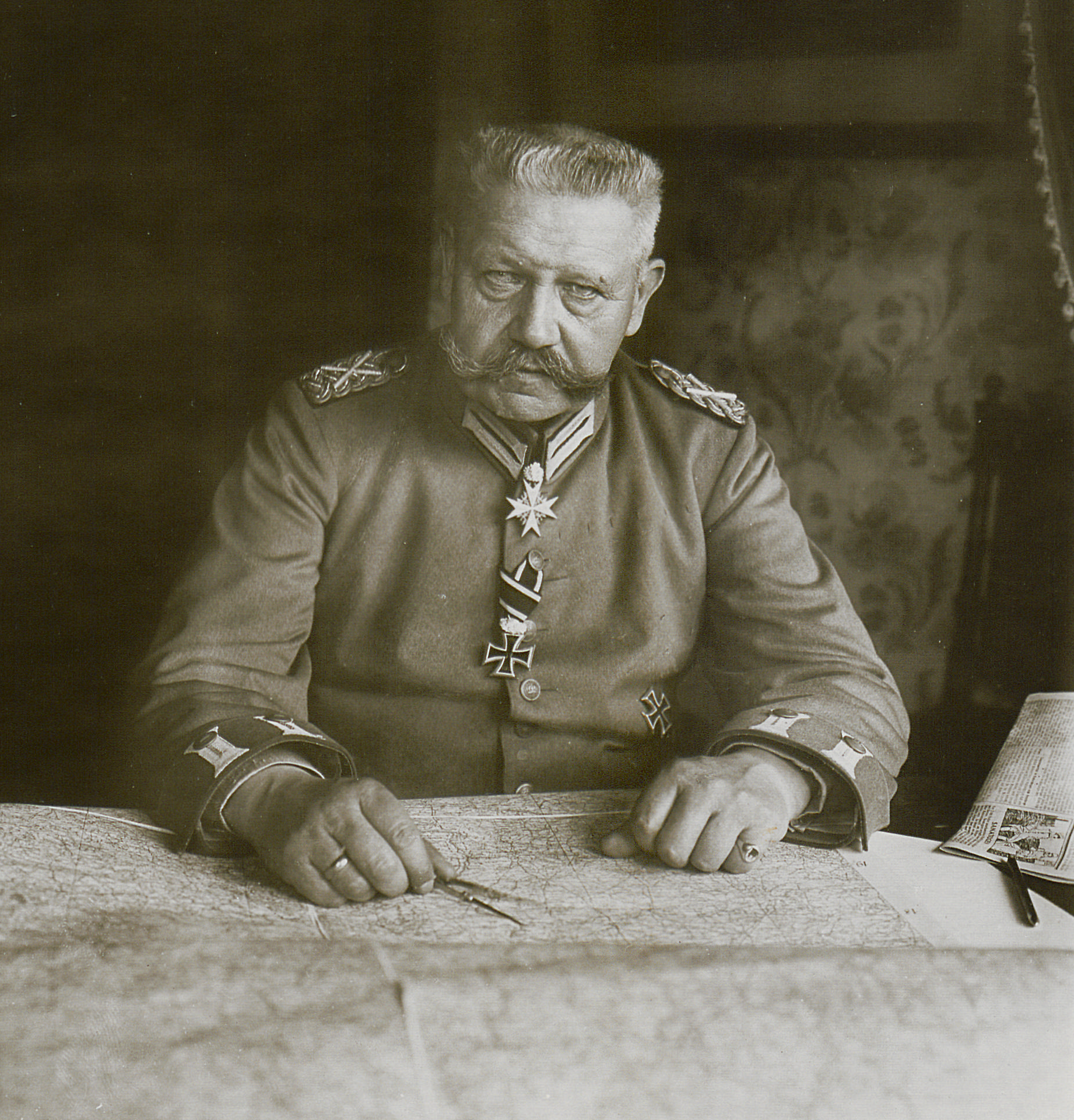
Polní maršál Paul von Hindenburg - okupační správce území Ruského Impéria dobytého vojsky Německého císařství, 1915

- V průběhu první světové války okupovalo Německo Belgii, východ Francie a západ Ruska. Rakousko-Uhersko okupovalo Srbsko a Černou Horu.
- Sovětská okupace východního Polska v letech 1939–1941.
- V průběhu druhé světové války okupovalo Německo a Itálie většinu Evropy, nicméně o skutečnou vojenskou okupaci šlo v případě Belgie, severní části Francie, Řecka, Srbska a částí SSSR, ostatní území byla pod civilní správou (např. Protektorát Čechy a Morava nebo Norsko) nebo v nich vládly loutkové režimy (např. vichistická Francie, Slovenský štát nebo ustašovské Chorvatsko).
- Po druhé světové válce bylo Spojenci okupováno Německo, Rakousko a také Japonsko.
- Od Šestidenní války v roce 1967 Izrael okupuje palestinská území Západního břehu Jordánu a Pásma Gazy a syrské Golanské výšiny. Jedná se v současné době (2025) o nejdelší vojenskou okupaci v novodobé historii.[16]
- V srpnu 1968 začala okupovat Československo vojska Varšavské smlouvy, tvořená vojáky Sovětského svazu, Bulharské lidové republiky, Německé demokratické republiky, Polské lidové republiky a Maďarské lidové republiky.
- Od roku 2014 Rusko okupuje ukrajinský poloostrov Krym a východní část Ukrajiny.